# Grão Direto
Grão Direto é uma plataforma de comercialização digital que conecta compradores e vendedores de grãos. A agfintech atende agricultores e compradores de grãos, incluindo fábricas de ração, cooperativas, tradings, armazéns, corretores, confinamentos de gado e granjas. Atua na comercialização de grãos no mercado spot, no mercado a termo/futuro e em operações de barter, que envolvem a troca de insumos por parte futura da produção. A plataforma é utilizada por milhares de usuários no Brasil.

## História
A Grão Direto é uma empresa brasileira fundada em 2016 por Pedro, Alexandre e Frederico. A ideia de criar a empresa surgiu quando Pedro, um dos fundadores, enfrentou dificuldades para encontrar produtores de grãos em uma determinada região, durante uma tentativa de originar algumas sacas de milho para a revenda de sua família. Essa dificuldade ressaltou a ineficiência do mercado físico de grãos, que frequentemente limitava as opções de negócios para produtores rurais e compradores, principalmente aqueles que não estavam inseridos no círculo tradicional de negociações.
A partir dessa experiência, Pedro compartilhou seu incômodo com Alexandre e Frederico, e juntos criaram a primeira versão de um aplicativo que tinha como objetivo facilitar o contato e expandir as opções para produtores rurais e compradores de grãos. Surgia, assim, a Grão Direto, uma plataforma digital que conecta vendedores e compradores de grãos.
Em maio de 2018, a Grão Direto recebeu investimentos de diversos setores, incluindo indústria de insumos, produtores rurais, instituições financeiras e fundos de venture capital, como Canary, Leaps by Bayer e OpenVC.
Em 2021, a empresa atraiu um grupo diverso de investidores, que incluiu fundos e empresas como Lanx Capital, Bayer, Barn Investimentos e o braço de investimento do Grupo Rendimento, além de executivos como Luiz Edmond, Fued Sadala, Osvaldo Barbosa de Oliveira, William Kern, Roberto Martins, Mauro Muratório, Ricardo Coelho Duarte e representantes de grupos ligados à agricultura como Bernardo Klabin, Luxor Agro e Diego Schlatter.
Em 2022, a Amaggi, ADM, Cargill e Louis Dreyfus Company se tornaram sócias minoritárias da startup em rodada de R$ 40 milhões, visando agregar valor à plataforma e permitir seu crescimento e expansão.
Em 2025, a empresa recebeu um aporte de R$ 90 milhões em uma rodada liderada pela Kaszek, maior fundo de investimentos da América Latina. A captação ainda contou com a entrada de novos investidores como o Bradesco, por meio de sua área de venture capital, a SLC Ventures, o CME Ventures (que opera na Bolsa de Chicago) e a Endeavor Scale-Up Ventures.

### Linha do tempo
2016 - Nasce a Grão Direto. Participação do evento Startup Farm e surgimento do primeiro Minimum Viable Product (MVP) da plataforma;
2017 - Primeiros usuários efetivos e preparação da primeira rodada de investimentos;
2018 - Primeira rodada de investimentos e as primeiras contratações;
2019 - Parceria com Broadcast Agro (Agência Estado) e primeiros contratos digitais em negociação de grãos;
2020 - Uma das 11 startups selecionadas pelo programa Scale-Up Agrotech Endeavor 2020, que indicou as startups do agro brasileiro com maior crescimento e potencial;
2021 - Segunda rodada de investimentos e inédita parceria com a Bolsa de Chicago para precificação de grãos em tempo real;
2022 - Grão Direto promove nova rodada de investimento e as tradings ADM, Amaggi, Cargill e LDC passam a ser sócias minoritárias da plataforma.;
2023 - Selecionada, entre 8 empresas brasileiras mais promissoras, para programa de inovação no Vale do Silício.
2025 - Grão Direto promove nova rodada de investimento recebendo maior aporte em sua história.

## Sustentabilidade
Em fevereiro de 2023, a Grão Direto anuncia parceria com a Agrotools, com o objetivo de promover a sustentabilidade dos grãos comercializados em sua plataforma, reforçando seus critérios e políticas ESG, além de democratizar o conhecimento sobre a origem dos produtos negociados. A iniciativa visou ampliar os impactos positivos para toda a cadeia e reforçando os diversos benefícios da comercialização digital também em relação aos aspectos ambientais.

## Reconhecimentos
- Figurou por quatro anos consecutivos no ranking das 100 Startups to Watch[25];
- Uma das 6 startups do mundo selecionadas pelo Google for Startups para participar do programa Blackbox Connect 2018 em São Francisco[26];
- Mantém um acordo de colaboração inédito com a Bolsa de Chicago (CME Group)[18];
- Uma das 11 startups selecionadas pelo programa Scale-Up Agrotech Endeavor 2020;
- Empresa pertencente à comunidade de inovação Cubo Itaú em 2021, 2022 e 2023;
- Está entre as 8 startups brasileiras selecionadas para programa de inovação no Vale do Silício 2023[20].